# Riserva indiana Umatilla

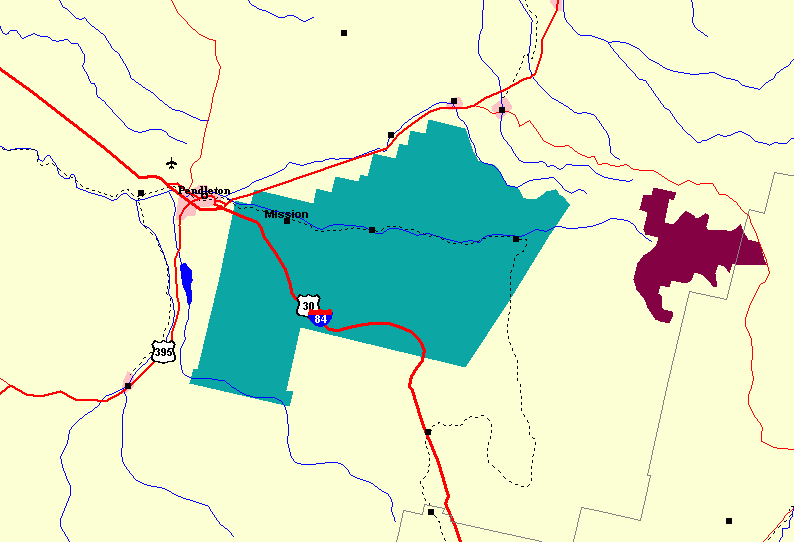
Mappa della Riserva indiana Umatilla,
ad Est di Pendleton

La Riserva indiana Umatilla è una riserva indiana nella regione del Nord-ovest Pacifico degli Stati Uniti. Fu istituita con il Trattato del 9 giugno 1855 tra gli Stati Uniti e i membri delle tribù Walla, Cayuse e Umatilla. Si trova nella parte nord-orientale dell'Oregon, ad Est di Pendleton. La maggior parte dell'estensione della riserva si trova nella Contea di Umatilla, con una parte molto piccola che si estende a Sud nella Contea di Union. È gestito dalle tre Tribù confederate della riserva indiana di Umatilla.
Situata sul lato Nord delle Blue Mountains, la riserva venne istituita per due tribù native americane di lingua sahaptin, gli Umatilla e i Walla Walla e, in più per i Cayuse, il cui linguaggio, ora estinto, era un linguaggio isolato. Tutte le tribù, storicamente, abitavano la regione dell'altopiano del Columbia. Le tribù condividono il territorio e una struttura governativa come parte della loro confederazione.

## Geografia, dati demografici e organo di governo
La riserva ha un'estensione di 702,01 km² (271,047 miglia quadrate) ed aveva una popolazione tribale di 2927 persone secondo il censimento del 2000. Inoltre, circa 300 nativi americani di altre tribù regionali e 1.500 non nativi vivono nella riserva. Il maggiore centro abitato è Mission, che è la sede dell'organo di governo tribale così come della Umatilla Agency del BIA - Bureau of Indian Affairs. Alcuni uffici delle agenzie BIA servono più di una tribù riconosciuta a livello federale, ma l'agenzia Umatilla serve esclusivamente le tribù confederate della riserva indiana Umatilla).

## Storia
Le tribù hanno sviluppato il Wildhorse Casino Resort nella loro riserva per generare entrate per la loro gente. Il casinò si trova vicino all'autostrada Interstatale 84. Nel 2006 è stata avviata la Cayuse Technologies, per fornire sviluppo di software e relativi servizi. Queste imprese danno lavoro a 1000 persone e riducono notevolmente la disoccupazione.
Walter S. Bowman, fotografo di Pendleton, fotografò i membri della tribù all'inizio del XX secolo. Le tribù confederate della riserva indiana Umatilla fondarono il Tamástslikt Cultural Institute, un museo che organizza sia mostre storiche e contemporanee legate alle tribù confederate, sia mostre di arti native americane contemporanee e artigianato tradizionale.

## Comunità

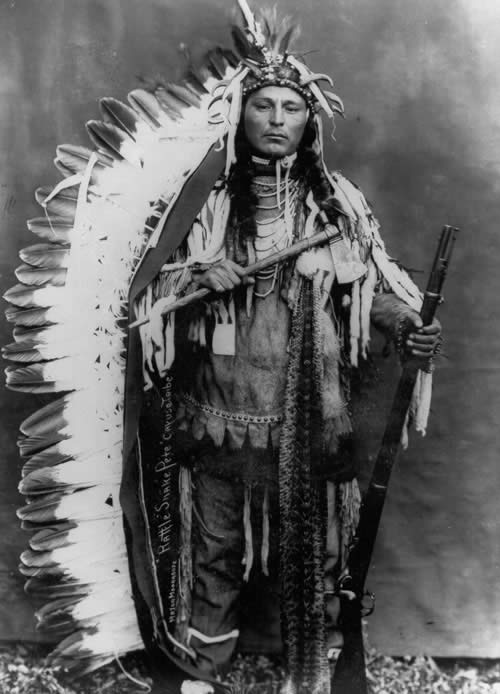
Rattlesnake Pete dalla riserva indiana di Umatilla

- Cayuse
- Gibbon
- Gopher Flats
- Kirkpatrick
- Mission
- Riverside
- Tutuilla